# Kanako Yonekura
Kanako Yonekura (jap. 米倉 加奈子, Yonekura Kanako; * 29. Oktober 1976 in Kodaira, Präfektur Tokio) ist eine Badmintonspielerin aus Japan.

## Karriere
Ihren ersteren größeren Erfolg im Badminton hatte sie in der 9. Klasse als sie bei den japanischen Mittelschulmeisterschaften auf den Platz landete. Danach besuchte sie die private Jōsō-Gakuin-Oberschule in Tsuchiura, auf die auch die Spieler Yuya Komatsuzaki, Shūichi Sakamoto oder Shizuka Yamamoto gingen. Während ihres Studiums an der Tsukuba International University gewann sie ab 1996 dreimal in Folge die japanischen Studentenmeisterschaften. Nach ihrem Studium trat sie in das Unternehmen Ibaraki Toyopet ein.
Kanako Yonekura gewann ihren ersten alljapanischen Meistertitel 2000 im Dameneinzel. 2005 schaffte sie es erneut bis ganz nach oben aufs Treppchen.
Sie nahm 2000 und 2004 an den Olympischen Spielen teil. Bei ihrer ersten Teilnahme schaffte sie es bis in die dritte Runde und wurde Neunte, vier Jahre später schied sie schon in Runde eins aus. Bei der Badminton-Weltmeisterschaft 2001 stand sie im Viertelfinale. 1998 gewann sie die Asienspiele.

## Erfolge
| Saison | Veranstaltung                     | Disziplin   | Platz | Name                         |
| ------ | --------------------------------- | ----------- | ----- | ---------------------------- |
| 1996   | Weltmeisterschaften der Studenten | Dameneinzel | 2     | Kanako Yonekura              |
| 1996   | Weltmeisterschaften der Studenten | Damendoppel | 3     | Kanako Yonekura / Saori Itoh |
| 1998   | Asienspiele                       | Dameneinzel | 1     | Kanako Yonekura              |
| 1999   | Swiss Open                        | Dameneinzel | 3     | Kanako Yonekura              |
| 2000   | Japanische Meisterschaften        | Dameneinzel | 1     | Kanako Yonekura              |
| 2000   | Swedish Open                      | Dameneinzel | 1     | Kanako Yonekura              |
| 2002   | Swiss Open                        | Dameneinzel | 3     | Kanako Yonekura              |
| 2003   | Thailand Open                     | Dameneinzel | 2     | Kanako Yonekura              |
| 2004   | Asienmeisterschaft                | Dameneinzel | 3     | Kanako Yonekura              |
| 2005   | Thailand Open                     | Dameneinzel | 3     | Kanako Yonekura              |
| 2005   | Japanische Meisterschaften        | Dameneinzel | 1     | Kanako Yonekura              |
| 2007   | Australian International          | Dameneinzel | 1     | Kanako Yonekura              |
| 2007   | St. Petersburg White Nights       | Dameneinzel | 1     | Kanako Yonekura              |
| 2007   | Scottish Open                     | Dameneinzel | 1     | Kanako Yonekura              |